# Welsh corgi pembroke
För andra betydelser, se Welsh corgi.
Welsh corgi pembroke är en hundras från Wales i Storbritannien. Precis som welsh corgi cardigan är pembroke en lågställd boskapshund som använts för att vakta och valla får, nötboskap och ponnyer genom att nafsa dem i hasorna. Det walesiska namnet Ci Sawdl syftar just på detta nafsande. Namnet corgi tros komma från cur-dog som förr var en vanlig beteckning på boskapshundar. En annan möjlighet är att det härrör ur cor-ci, walesiska för dvärgväxt.

## Historia
Det finns ett flertal teorier om welsh corgi pembrokes ursprung, som alla är ungefär lika lite förankrade i dokument eller fynd. Enligt en teori skall de ha följt med kelternas folkvandringar på 300-talet f.v.t. och i så fall skulle de kunna representera en utvecklingslinje direkt från torvhundarna. Enligt en annan teori kom ursprunget med vikingar på 900-talet; upphovet skulle då vara den svenska västgötaspetsen. Enligt andra förhåller det sig tvärtom, att det är welsh corgi pembroke som följt med vikingarna tillbaka och givit upphov till västgötaspetsen. Ytterligare andra pekar på att flamländska vävare invandrade till Wales på 1100-talet och då kan ha haft med sig hundar av schipperke-typ. En möjlighet är också det faktum att dvärgväxtmutationer uppstått vid olika tillfällen hos olika hundrastyper.
Från början gjordes ingen skillnad på de båda typerna cardigan och pembroke. Första gången welsh corgi deltog på hundutställning var 1892 på en lantbruksmässa i Carmarthenshire. 1925  bildades den brittiska rasklubben och 1928 erkändes de båda rastyperna som en ras av the Kennel Club. Första gången det hölls separata klasser för de båda typerna var 1927 på Cruft's i London. 1934 delades welsh corgin upp i de två raser som nu finns med var sin rasstandard. Welsh corgi pembroke har blivit känd som drottning Elizabeth II:s favorithund, vilket har bidragit till den internationella populariteten.

## Egenskaper
Numera hålls båda raserna oftare som sällskaps- och gårdshundar än som boskapshundar och de är mycket trevliga, livliga familjehundar. Welsh corgi pembroke har också använts som apporterande fågelhund.

## Utseende
Welsh corgi pembroke är en lågställd, robust byggd hund med rävliknande huvud och upprättstående öron. Pälsen är rak, tät och medellång. Varken mjuk eller sträv. Den ska helst vara enfärgat röd, sobel, fawn eller svart med tanteckning. Lite vitt är tillåtet. Förutom att welsh corgi pembroke oftast föds med naturlig stubbsvans (långa svansar är borstiga och kuperas ofta i hemlandet, vilket är förbjudet i Sverige), är den något mindre än welsh corgi cardigan, har inte alls lika stora öron och något mer kilformigt huvud. Ytterligare en snarlik liten vallhund på Brittiska öarna är lancashire heeler.